# Bologna FC 1909
Bologna FC 1909 är en fotbollsklubb i Bologna i Italien, grundad 1909. Klubben är historiskt sett en av de mera framgångsrika klubbarna i Italien och har vunnit Serie A sju gånger.

## Historia
Klubben grundades som AGC Bologna 3 oktober 1909 och dräktfärgerna, rött och blått, kommer från att den förste lagkaptenen brukade träna i en schweizisk tröja med just de färgerna. Bologna vann sitt första seriemästerskap 1924/25 och vann ytterligare fem segrar under mellankrigstiden, som var lagets storhetstid. 
Tiden efter andra världskriget var inte lika framgångsrik och klubben hamnade ofta på platser alldeles bakom storklubbarna.  Undantaget var säsongen 1963/64 då klubben vann sitt sjunde seriemästerskap under tränaren Fulvio Bernardini. I laget spelade bland annat den tyska mittfältsstjärnan Helmut Haller som blev vald till årets spelare.
Efter två vinster i Coppa Italia i början av 1970-talet började det att gå gradvis sämre för klubben som efter 50 år . Efter några år i Serie B och Serie C så gick klubben upp igen efter säsongen 1987/88, men gjorde några år senare ett nytt besök i Serie B och Serie C som slutade med att klubben gick i konkurs 1993 och ombildades till FC Bologna 1909.  Klubben gick upp igen till Serie A och spelade nio säsonger i högsta divisionen med bland annat Kennet Andersson, Klas Ingesson och Teddy Lucic i klubben. Under denna perioden vann laget Intertotocupen och nådde semifinal i Uefacupen säsongen 1998/1999 där laget förlorade mot Marseille på grund av bortamålsregeln.

## Spelare

### Skyttekungar
Följande Bolognaspelare har blivit skyttekungar i Serie A:
| Säsong  | Spelare          | Mål |
| ------- | ---------------- | --- |
| 1931/32 | Angelo Schiavio  | 25  |
| 1938/39 | Ettore Puricelli | 19  |
| 1940/41 | Ettore Puricelli | 22  |
| 1955/56 | Gino Pivatelli   | 29  |
| 1962/63 | Harald Nielsen   | 19  |
| 1963/64 | Harald Nielsen   | 21  |
| 1972/73 | Giuseppe Savoldi | 17  |

1. ↑  1931/32 delad förstaplats med Pedro Petrone – Fiorentina
2. ↑  1938/39 delad förstaplats med Aldo Boffi – Milan
3. ↑  1962/63 delad förstaplats med Pedro Manfredini – Roma
4. ↑  1972/73 delad förstaplats med Paolino Pulci – Torino och Gianni Rivera - Milan

### Truppen
Korrekt per den 23 september 2021
| Målvakter | Målvakter | Målvakter        | Målvakter       | Målvakter       | Målvakter |
| Nummer    | Land      | Spelare          | Födelsedatum    | Kom ifrån       |           |
| --------- | --------- | ---------------- | --------------- | --------------- | --------- |
| 12        | Albanien  | Marco Molla      | 19 juni 2002    | Prato (-18)     |           |
| 22        | Italien   | Francesco Bardi  | 18 januari 1992 | Frosinone (-21) |           |
| 28        | Polen     | Lukasz Skorupski | 5 maj 1991      | Roma (-18)      |           |

| 2  | England       | Luis Binks           | 2 september 2001 | CF Montréal (-20) |
| 3  | Skottland     | Aaron Hickey         | 10 juni 2002     | Hearts (-20)      |
| 4  | Italien       | Kevin Bonifazi       | 19 maj 1996      | SPAL (-21)        |
| 5  | Frankrike     | Adama Soumaoro       | 18 juni 1992     | Lille (-21)       |
| 6  | Belgien       | Arthur Theate        | 25 maj 2000      | Oostende (-21)    |
| 15 | Senegal       | Ibrahima Mbaye       | 19 november 1994 | Inter (-15)       |
| 29 | Italien       | Lorenzo De Silvestri | 23 maj 1988      | Torino (-20)      |
| 35 | Nederländerna | Mitchell Dijks       | 9 februari 1993  | Ajax (-18)        |
| -  | Italien       | Gabriele Corbo       | 11 januari 2000  | Spezia (-18)      |

| 8  | Argentina     | Nicolás Domínguez | 28 juni 1998    | Vélez Sarsfield (-19) |
| 16 | Nigeria       | Kingsley Michael  | 26 augusti 1999 | Abuja FC (-17)        |
| 17 | Chile         | Gary Medel        | 3 augusti 1987  | Besiktas (-19)        |
| 21 | Italien       | Roberto Soriano   | 8 februari 1991 | Villarreal (-19)      |
| 30 | Nederländerna | Jerdy Schouten    | 12 januari 1997 | Excelsior (-19)       |
| 32 | Sverige       | Mattias Svanberg  | 5 januari 1999  | Malmö FF (-18)        |

| 7  | Italien       | Riccardo Orsolini    | 24 januari 1997   | Juventus (-18)      |
| 9  | Österrike     | Marko Arnautović     | 19 april 1989     | Shanghai Port (-21) |
| 10 | Italien       | Nicola Sansone       | 10 september 1991 | Villarreal (-19)    |
| 11 | Danmark       | Andreas Skov Olsen   | 29 december 1999  | Nordsjälland (-19)  |
| 19 | Paraguay      | Federico Santander   | 4 juni 1991       | FC Köpenhamn (-18)  |
| 20 | Nederländerna | Sydney van Hooijdonk | 6 februari 2000   | Breda (-21)         |
| 55 | Italien       | Emanuel Vignato      | 24 augusti 2000   | Chievo Verona (-20) |
| 74 | Italien       | Gianmarco Cangiano   | 16 november 2001  | Roma (-19)          |
| 91 | Italien       | Diego Falcinelli     | 26 juni 1991      | Sassuolo (-18)      |
| 99 | Gambia        | Musa Barrow          | 14 november 1998  | Atalanta (-20)      |

### Utlånade spelare
| Nr | Land    | Pos | Namn                                                       |
| -- | ------- | --- | ---------------------------------------------------------- |
|    | Island  | MF  | Andri Fannar Baldursson (i FC Köpenhamn till 30 juni 2022) |
|    | Uruguay | MF  | César Falletti (i Ternana till 30 juni 2022)               |
|    | Italien | F   | Emanuele Acampora (i Virtus Verona till 30 juni 2022)      |
|    | Italien | MV  | Federico Ravaglia (i Frosinone till 30 juni 2022)          |
|    | Italien | A   | Flavio Di Dio (i Teramo Calcio till 30 juni 2022)          |
|    | Finland | A   | Lassi Lappalainen (i CF Montréal till 31 december 2021)    |

| Nr | Land          | Pos | Namn                                                  |
| -- | ------------- | --- | ----------------------------------------------------- |
|    | Gambia        | A   | Musa Juwara (i Crotone till 30 juni 2022)             |
|    | Italien       | F   | Omar Khailoti (i Carrarese till 30 juni 2022)         |
|    | Nigeria       | A   | Orji Okwonkwo (i Cittadella till 30 juni 2022)        |
|    | Kanada        | MV  | Sebastian Breza (i CF Montréal till 31 december 2021) |
|    | Italien       | A   | Simone Rabbi (i Piacenza till 30 juni 2022)           |
|    | Nederländerna | F   | Stefano Denswil (i Trabzonspor till 30 juni 2022)     |